# 黒鉄ヒロシ
黒鉄 ヒロシ（くろがね ヒロシ、1945年8月3日 - ）は、日本の男性漫画家、コメンテーター。テレ朝チャンネル放送番組審議会委員。高知県高岡郡佐川町出身。本名：竹村 弘（たけむら ひろし）。

## 略歴
- 1964年‐私立土佐高校卒業。武蔵野美術大学商業デザイン科除籍。
- 1968年‐『山賊の唄が聞こえる』で漫画家としてデビュー[1]。
- 1971年‐『天下御免』のタイトルバックイラスト。
- 1987年‐第18回講談社出版文化賞さしえ賞を受賞。
- 1997年‐『新選組』で第43回文藝春秋漫画賞を受賞[1]。
- 1998年‐『坂本龍馬』で第2回文化庁メディア芸術祭マンガ部門で大賞受賞[1]。
- 2002年‐『赤兵衛』で第47回小学館漫画賞審査委員特別賞受賞[1]。
- 2004年‐紫綬褒章受章[1]。

## 人物
- ペンネームは実家である司牡丹酒造の屋号黒金屋に由来する。漫画の作風はギャグ漫画が多い。歴史雑誌「歴史街道」の表紙絵を担当し、見開きに描いた人物に関するコメントをしている。
- 喫煙者である。2011年にすぎやまこういちや西部邁らと共に「喫煙文化研究会」を発足し、昨今の嫌煙運動について反発している[2]。
- 大のギャンブル好きで、阿佐田哲也の作品に挿絵を描いたほか競馬ファンとしても知られる。阿佐田とは、個人的にも交流し、家族同然の仲となった。2013年9月15日放送のドラマ『いねむり先生』（テレビ朝日系、原作・伊集院静）では、黒鉄をモデルとした「黒上」役を阿部サダヲが演じている。
- 特に昭和期には読売ジャイアンツファンの代表格として知られ、『ニュースステーション』には初期のプロ野球応援企画に度々出演。どんなことがあっても毎年巨人は優勝するとし、何があっても巨人が優勝すれば世の中は安泰だとこじつける「安心理論」を披露した。
- TBS系列のクイズ番組『クイズダービー』の初代3枠解答者として出演し、同番組司会の大橋巨泉から“裏切り狸”（うらぎりだぬき）と呼ばれていた。しかし、漫画に専念したい理由で降板し、3枠解答者を黒鉄と同じ高知県出身の漫画家はらたいらに譲った。はらに代わってから同番組がTBSの人気番組としての地位に立ち上がることになった。

## 出演番組

### 情報・クイズ・バラエティ他
- クイズダービー（TBS系）
- 世界まるごとHOWマッチ（MBS系）
- ニュースステーション（テレビ朝日系）
- ウルトラアイ（NHK）
- サタデージャングル（テレビ朝日系）
- うそつきクイズ（日本テレビ）
- マジカル頭脳パワー!!（日本テレビ系）
- その時歴史が動いた（NHK）
- バイオグラフィー ヒストリーチャンネル（スカイパーフェクTV!）
- 未来をつくる君たちへ～司馬遼太郎作品からのメッセージ～黒鉄ヒロシが語る勝海舟（NHK）
- サンデースクランブル（テレビ朝日系）
- 西部邁ゼミナール（TOKYO MX）[3]

| タイトル                 | 放送日        |
| ------------------------ | ------------- |
| 平成のドタバタ喜劇を嗤う | 2009年4月11日 |

### TVドラマ
- 東芝日曜劇場 / 海まで5分（TBS系） - ジョニー黒木
- サザエさん パート2（フジテレビ系）
- 金曜特別ロードショー / 太陽にほえろ!2001（日本テレビ系） - 柴崎修造

### ラジオ
- 久米宏 ラジオなんですけど（TBSラジオ）
- 黒鉄ヒロシのスポーツダイジェスト（文化放送）

### CM
- 味の素
- くろがね工作所「くろがね学習机」

## 著書

### 主な漫画作品
- ひみこーッ
- 赤兵衛（『ビッグコミック』、『ビッグコミックオリジナル』に連載）
- 結作物語
- 坂本龍馬
- 京都見廻組
- 新選組
- 幕末暗殺
- 葉隠　「マンガ日本の古典26」中央公論社、のち中公文庫

（22名の漫画家によるこの『マンガ日本の古典』は、第1回文化庁メディア芸術祭マンガ部門で大賞を受賞した）
- 信長遊び
- 信長遊び（地）
- 長島氏参る
- 日本本゜（『ビッグコミックオリジナル』2017年[4] - 2021年連載[5]）

### 共著
- 西部邁『もはや、これまで: 経綸酔狂問答』PHP研究所、2013年12月。ISBN 9784569813905。